# Birim
Birim är ett vattendrag i Ghana. Det ligger i den södra delen av landet, 120 km väster om huvudstaden Accra.